# Nazca (provincie)
Nasca is een provincie in de regio Ica in Peru. De provincie heeft een oppervlakte van 5.234 km² en heeft 58.780 inwoners (2015). De hoofdplaats van de provincie is het district Nazca; dit district vormt  de stad (ciudad) Nazca.
De provincie grenst in het noorden aan de provincie Palpa en de regio Ayacucho, in het oosten aan de regio Ayacucho, in het zuiden aan de regio Arequipa en in het westen aan de Grote Oceaan.
In deze provincia bevindt zich een gedeelte van het werelderfgoed Lijnen en Geogliefen van Nasca en Palpa.

## Bestuurlijke indeling
De provincie Nazca is onderverdeeld in vijf districten, UBIGEO tussen haakjes:
- (110302) Changuillo
- (110303) El Ingenio
- (110304) Marcona
- (110301) Nazca, hoofdplaats van de provincie en deel van de stad (ciudad) Nazca
- (110305) Vista Alegre, deel van de stad (ciudad) Nazca

Chincha · Ica · Nazca · Palpa · Pisco